# Pachypleurum lhasanum
Pachypleurum lhasanum är en flockblommig växtart som beskrevs av Ho Tseng Chang och R.H.Shan. Pachypleurum lhasanum ingår i släktet Pachypleurum och familjen flockblommiga växter. Inga underarter finns listade i Catalogue of Life.